# Сайран (автовокзал)
Международный автовокзал «Сайран» (ранее Центральный автовокзал) — автовокзал в городе Алма-Ате, один из крупнейших автовокзалов в Республике Казахстан, предназначенный для обслуживания пассажиров на междугородных и пригородных рейсах.

## История
В 1978 году министр автомобильного транспорта Казахской ССР Ануар Жакупов дал поручение институту «КазНИИПИАТ» разработать проект нового автовокзала в городе Алматы. Согласно технико-экономическому обоснованию городу требовался очень крупный автовокзал на 25 тысяч пассажиров в сутки. Способствовал строительству вокзала и тот факт, что в Алматы нет железнодорожных электричек, и весь загородный пассажиропоток выполняется автобусами. Имевшийся на тот момент автовокзал «Саяхат» уже не справлялся с потоком пассажиров.
Группой проектировщиков с В. В. Неровней, В. Д. Тяговским, О. Е. Бургумбаевым и А.А Бэмом были разработаны предпроектные материалы (ПСД). Макет и чертежи будущего автовокзала понравились министерству, но возник вопрос с необходимым финансированием строительства, ориентировочная стоимость которого составляла 6 млн рублей. Тогда в компетенции республики были стройки стоимостью до 3 млн рублей, а на строительство более дорогих объектов требовалось финансирование Госплана СССР. Министр автотранспорта сообщил Кунаеву Динмухамеду, первому секретарю ЦК Компартии Казахстана, о намерении построить автовокзал и попросил содействия, чтобы включить стройку в титульный список Госплана СССР. Кунаев пообещал помочь и дал указание главному архитектору города подобрать удобную площадку.
Горархитектурой была предложена территория двух смежных действующих автобаз № 6 и № 7 расположенных на углу улиц Комсомольская и Мате Залка, рядом с искусственным озером Сайран. Архитекторы и проектировщики получили большую территорию, где за счёт естественного уклона рельефа удалось организовать двухуровневую посадку в автобусы. Также новый автовокзал был призван стать центральным объектом формировавшегося градостроительного узла, наряду с рядом расположенными зданиями «Союзпечати» и администрации района. Проект нового алматинского автовокзала успешно прошёл госэкспертизу Госстроя СССР и при содействии Д.Кунаева был включён в общесоюзный титульный список Госплана.
Строительство нового автовокзала, получившего наименование «Центральный автовокзал» было завершено в 1983 году.

## Характеристика
Автовокзал предназначен для обслуживания пассажиров междугородных и пригородных рейсов западного направления. Пропускная способность автовокзала по проекту составляет 31 тысяча пассажиров в сутки. С момента открытия до конца 1990-х гг. на автовокзале к услугам пассажиров имелось 22 кассы предварительной и текущей продажи билетов; просторные залы ожидания на 200 пассажиров в час; посадочная площадка; службы: диспетчерская, почтово-телеграфная, бытового и коммунального обслуживания; ресторан на 220 мест; экспресс-буфет на 50 мест; гостиница; комната для отдыха водителей на 90 мест; сервисное бюро; комнаты отдыха матери и ребёнка; медицинский пункт и прочее.

## Архитектура
Здание возведено в 1983 году по проекту «КазНИИПИАТ» (руководитель творческой группы проекта Тяговский В. Д., главный инженер Бургумбаев О. Е., главный архитектор Неровня В. В., главный конструктор Бэм А. А. и др.). Состоит из центрального двухэтажного объёма и встроенных трёхэтажных «этажерок», основной архитектурный образ зданию придаёт мощный, высотой в 9 метров, консольный свес козырька по периметру кровли. Центральные части фасада вокзала акцентирует остеклённый витраж. На уровне второго этажа выполнена терраса. Общая площадь здания вокзала 12 410 м2, длина 144 м. На первом и вторых этажах расположены залы ожидания; в западной части — гостиница, комнаты отдыха для водителей, администрация и пр., в восточной «этажерке» — диспетчерская служба, экспресс-буфет, сервисное бюро, ресторан, медпункт и пр., в цокольной части технические и специальные службы, автоматическая камера хранения багажа на 1700 мест. Для удобства пассажиров устроены лифты, эскалаторы, созданы пешеходные надземные переходы к автобусной площадке. Залы были оборудованы самой современной на тот момент электронной аппаратурой, билетопечатающими машинами, мебелью и оборудованием.
В отделке здания были применены мрамор, ракушечник, майкульский гранит и другие материалы. Южный фасад здания вокзала обращён к посадочным платформам. Из зала ожидания автовокзала к ним ведут надземные переходы. Потолок зала ожидания украшен геометрическими элементами из анодированного алюминия и оригинальными светильниками с рассеивающими рёбрами. С южной стороны для организации приёма и отправки автобусов организована открытая автобусная площадка, а с северной стороны был сформирован озеленённый сквер. При благоустройстве территории максимально соблюдены все необходимые экологические нормы и нормы озеленения, утроены травяные газоны, высажены деревья, тополь, вяз, ель и кустарники.

## Транспортная доступность

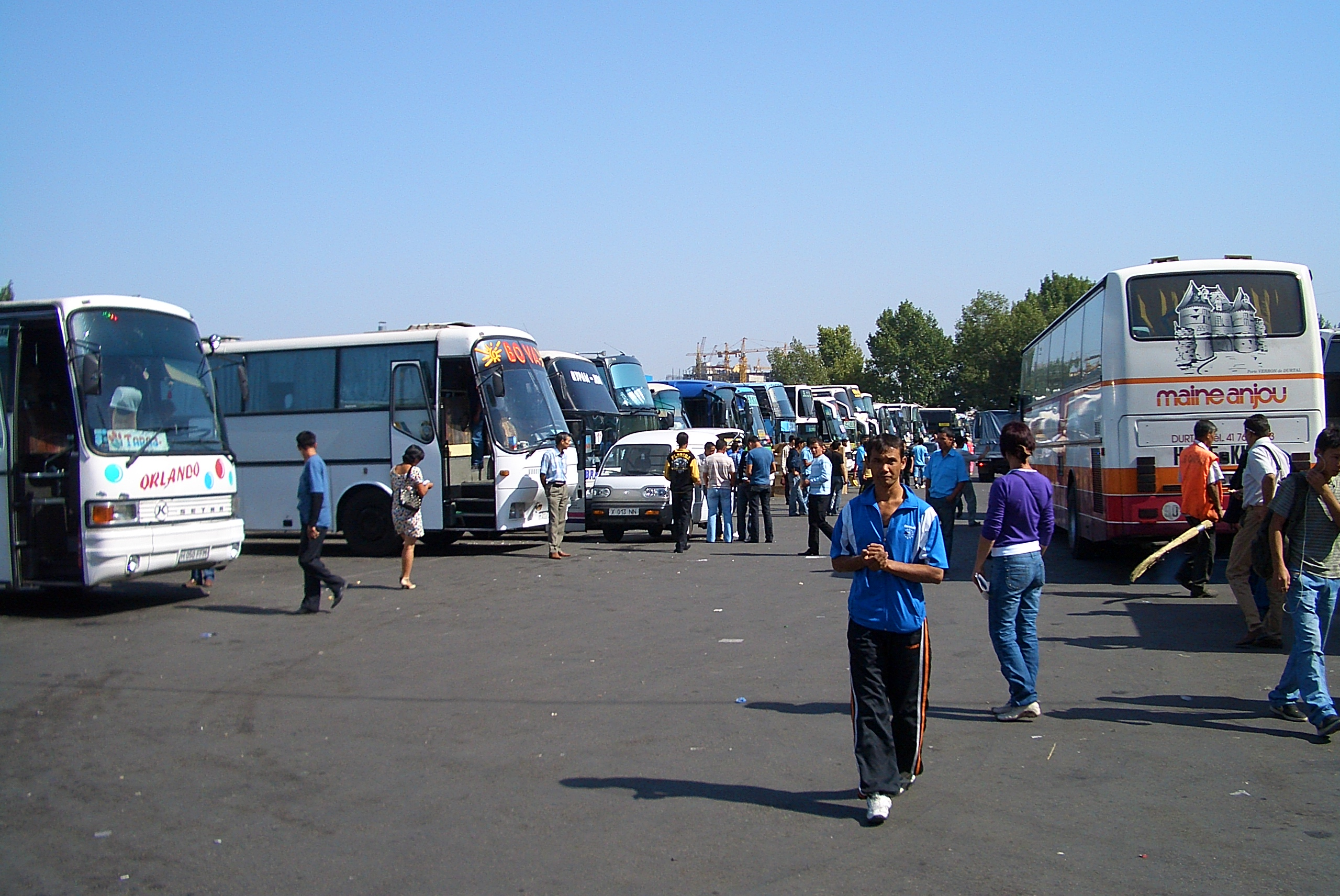
Автобусы на автовокзале, 2007 год

Рядом с автовокзалом проходят многочисленные маршруты общественного транспорта: автобусные, троллейбусный, трамвайный (до октября 2015), на которых можно добраться до автовокзала из любой точки города.

## Собственники здания
С момента основания и вплоть до распада СССР «Центральный автовокзал» находился в государственной собственности и управлении Министерства автомобильного транспорта Казахской ССР. После распада СССР перешёл в государственную собственность и управление Министерства транспорта и коммуникаций Республики Казахстан. В начале 2000-х годов был передан в коммунальную собственность и управление акимата г. Алматы, которым в дальнейшем был приватизирован (продан) в частную собственность. С тех пор принадлежит «ТОО Международный автовокзал „Сайран“».

## Современное состояние
В настоящее время на автовокзале имеются автобусные билетные кассы, железнодорожные кассы, комната матери и ребёнка, багажное отделение, отель, кафе, железнодорожные кассы, санитарно-бытовая инфраструктура (душевые кабины, химчистка, прачечная).
Помещения вокзала сдаются собственником в аренду, со внешней стороны под террасой вокзала были устроены многочисленные торговые бутики, как и внутри здания. Здание автовокзала «Сайран» за годы нахождения в частной собственности практически не ремонтировалось и не проходило технического обслуживания, несмотря на многочисленный пассажирооборот и имеющуюся прибыль получаемую от владельцев автобусов и арендаторов пользующихся вокзалом. В 2004 году на территории автовокзала его собственником было построено 3-этажное здание администрации вокзала. Привокзальная территория с северной стороны примыкающая к ул. Толе би в значительной степени была застроена, появились автозаправка, сто, автомойка, торговые павильоны по продаже продуктов питания.
В 2018 году несмотря на законодательный запрет вмешиваться в деятельность частного бизнеса, акимат города потребовал снести все торговые бутики по продаже продуктов питания пристроенные со внешней стороны автовокзала, что возможно связано с попыткой перенаправить покупателей и пассажиров в расположенный на противоположной стороне крупный магазин Magnum. Одновременно акиматом принудительно за счёт бюджета были снесены объекты обслуживания населения возле остановочного комплекса примыкающего к ул. Толе би, у собственника которых имелись все правоустанавливающие документы.
В 2018 году управление архитектуры и градостроительства Алматы представило проект реконструкции автовокзала. На территории автовокзала пересмотрят транспортную логистику, расширят привокзальную площадь и пешеходную зону, предусмотрен снос незаконных построек, в том числе автомойки. На прилегающей территории будут размещены фонтаны, парковки, зеленые зоны и детские площадки. Основная цель — восстановление первоначального вида вокзала.

## Угроза сноса
По словам акима Имангали Тасмагамбетова автовокзал должен находится далеко за пределами южной столицы, ссылаясь что это разгрузит улицы города и улучшит экологию, якобы автовокзал «Сайран» загрязняет город, а на его месте должен появится торговый центр. Уже к июлю 2007 года автовокзал «Сайран» собирались закрыть, вместо которого должен быть задействован новый вокзал «Уш Коныр» расположенный за городом, рядом с городом Каскелен. При этом властями не уточнялось, как и на чём пассажиры из Алматы должны добираться до нового вокзала «Уш Коныр», и как пассажирам прибывающим на этот загородный вокзал добираться затем до города Алматы.
В том же 2006 году утверждения акима касаемо негативного влияния автовокзала «Сайран» на экологию были опровергнуты. Республиканским научно-производственным и информационным центром «Казэкология» был проведён анализ экологической ситуации, в ходе которого выяснялось что «Сайран» «загрязняет» город на ничтожные 0,1 процента. Также выяснилось, что автобусы, с которыми работает автовокзал «Сайран», с северного направления едут только по проспекту Рыскулова, объезжая город. Это обязательное условие работы с перевозчиками, прописанное в схеме маршрута. Автобусы с южного направления по городу едут только 1,5 километра — от кольца на улице Саина-Райымбека до автовокзала. Ездят они в основном либо рано утром, либо поздно вечером.
В 2014 году при акиме Есимове был вновь поднят вопрос о ликвидации автовокзалов «Сайран» с целью разгрузки дорог построят сразу три новых автовокзала в западном, восточном и северном направлениях.

### Мнение учёных
Казахстанский учёный Саин Темиргалиев высказал возмущение и недоумение планами по сносу автовокзала «Сайран». В частности он сказал, что возведение и функционирование новых загородных автовокзалов в степи будет требовать колоссальных строительных затрат. За городом нет источников отопления, водоснабжения, электричества, некуда сбрасывать канализационные стоки, как и нет жилья для персонала — для всего этого придётся резко повысить цены за проезд. Также учёный заявил, что экологическое состояние воздуха путём запрета въезда в город междугородних автобусов не улучшится, а напротив ухудшится. Так вместо одного большого автобуса в город от загородного автовокзала въедет более двух десятков легковых автомобилей с пассажирами, высаженными из автобуса. Эти автомобили в сумме выделят больше выхлопных газов и создадут заторы на дорогах. Также в защиту автовокзала высказывалось мнение, что во всём мире, к примеру в Лондоне, Москве, Берлине, Варшаве пассажирские автовокзалы размещены в центре города рядом с основными пассажиропотоками, а не за городом.

## Памятник архитектуры
19 марта 2019 года автовокзалу «Сайран» присвоен статус памятника и архитектуры и градостроительства со включением Государственный список памятников истории и культуры местного значения города Алматы.

## Маршрутная сеть
Ежедневно на автовокзал прибывают-отправляются около 260 автобусов (до 3 тыс. пассажиров). Сайран обслуживает более 50 маршрутов, из которых 4 международных, 27 межобластных и 20 пригородных.
Маршрутная сеть автовокзала:
- Международные: Урумчи (Китай), Инин (Китай), Бишкек (Киргизстан), Токмак (Киргизстан).
- Межобластные: Абай, Астана, Асыката, Аягуз, Баканас, Балхаш, Жаркент, Жезказган, Жибек-Жолы, Жетысай, Караганда, Кабанбай, Каргалы, Кентау, Кызылорда, Ленгер, Маканчи, Мерке, Мойнкум, Момышулы, Мырзакент, Оскемен, Павлодар, Сарканд, Сарыагаш, Тараз, Урджар, Учарал, Шардара, Шаульдер, Шолаккорган, Шымкент.
- Внутриобластные: Музей Жамбыл, Кастек, ст. Отар, Матыбулак, Капшагай, ст. Узынагаш, Дегерес, Бесмойнак, Шеген, Гвардейский, Актёрек, Улгули, Унгуртас.
- Пригородные: Узынагаш, Мынбаева, Фабричный.
- Сезонные: Семей, Павлодар, озёра Алаколь и Иссык-Куль.